# Хенсли, Джонатан
Джонатан Хенсли (англ. Jonathan Hensleigh; род. 13 февраля 1959, Мидлсекс, Массачусетс) — американский кинорежиссёр и сценарист, наиболее известный как автор сценариев к фильмам «Джуманджи», «Крепкий орешек 3: Возмездие» и «Армагеддон». Фильм «Каратель» — его режиссерский дебют.

## Образование
В 1981 году Хенсли закончил Массачусетский университет в Амхерсте со степенью[какой?] по истории. Он учился на юридическом факультете Университета Вирджинии, получил степень доктора философии в юридической школе Университета Тулейна и был принят в коллегию адвокатов Массачусетса в 1985 году. Прежде чем начать писать, он семь лет проработал адвокатом. Хенсли начал писать сценарии и экранизации в возрасте 31 года. Ранее он написал роман и пьесу в трех действиях.

## Карьера
Карьеру сценариста Хенсли начал с работы над сериалом «Хроники молодого Индианы Джонса». Впервые попасть в титры Хенсли удалось на проекте «В плену песков». Он написал раннюю версию сценария к фильму. В 1995 на экраны вышли две картины, над которыми Хенсли работал как сценарист: «Крепкий орешек 3: Возмездие» и «Джуманджи». Изначально сценарий «Крепкого орешка 3» был написан вовсе не для франшизы «Крепкий орешек» — Хенсли задумывал его как экшн-фильм с Брэндоном Ли (в 1993 году актёр погиб). Кроме того, сценарий рассматривался для съемок фильма «Смертельное оружие 4», но в итоге был экранизирован под названием «Крепкий орешек 3: Возмездие».
Известно, что Хенсли участвовал в написании сценария к фильму Майкла Бэя «Скала» на ранних стадиях создания проекта, однако по решению Гильдии писателей Америки его имя в итоге не попало в титры. В 1998 году Бэй и Хенсли вновь работали вместе, на этот раз над фильмом-катастрофой «Армагеддон». Официально Хенсли считается исполнительным продюсером фильмов Джерри Брукхаймера
«Воздушная тюрьма» и «Угнать за 60 секунд», на самом же деле он переписывал сценарии данных проектов.
Хенсли дебютировал в качестве режиссера в 2004 году, сняв «Карателя», основанного на популярной серии комиксов Marvel. В данном начинании его поддерживала жена, известный голливудский продюсер Гейл Энн Хёрд.
В период с 2007 по 2017 год Хенсли работал над проектами «Пророк», «Ирландец» и «Джуманджи: Зов джунглей».
В июне 2021 года в российский прокат выйдет новый фильм Хенсли — «Ледяной драйв» с Лиамом Нисоном в главной роли.

## Избранная фильмография
| Год  |   | Русское название            | Оригинальное название          | Роль                               |
| ---- | - | --------------------------- | ------------------------------ | ---------------------------------- |
| 1995 | ф | Крепкий орешек 3: Возмездие | Die Hard with a Vengeance      | сценарист                          |
| 1995 | ф | Джуманджи                   | Jumanji                        | сценарист                          |
| 1997 | ф | Воздушная тюрьма            | Con Air                        | исполнительный продюсер            |
| 1998 | ф | Армагеддон                  | Armageddon                     | сценарист, исполнительный продюсер |
| 2000 | ф | Угнать за 60 секунд         | Gone in Sixty Seconds          | исполнительный продюсер            |
| 2004 | ф | Каратель                    | The Punisher                   | режиссёр, сценарист                |
| 2007 | ф | Пророк                      | Next                           | сценарист                          |
| 2010 | ф | Ирландец                    | Kill the Irishman              | режиссер, сценарист                |
| 2017 | ф | Джуманджи: Зов джунглей     | Jumanji: Welcome to the Jungle | сценарист                          |
| 2021 | ф | Ледяной драйв               | The Ice Road                   | режиссёр, сценарист                |
| 2025 | ф | Ледяной драйв 2: Возмездие  | Ice Road: Vengeance            | режиссёр, сценарист                |